# Tatra K2R.03-P
Tatra K2R.03-P – dwuczłonowy przegubowy tramwaj, który powstał w wyniku modernizacji czechosłowackich tramwajów Tatra K2. Wozy typu K2R.03-P eksploatuje w liczbie trzech sztuk Dopravní podnik města Brna, modernizacja, która nawiązuje do typu K2R.03 przebiegała w latach 2000-2002.

## Historia
Dopravní podnik města Brna od roku 1997 eksploatuje zmodernizowane tramwaje Tatra K2R i Tatra K2R.03. Jednak producent osprzętu elektrycznego do tych wagonów, firma ČKD, zbankrutowała, zatem trzeba było szukać innego dostawcy. Jako potencjalnego następcę wybrano osprzęt elektryczny TV Progress od firmy Alstom (dziś Cegelec), więc trzy wozy K2 zmodernizowano do typu K2R.03 wykorzystując już nowy osprzęt, przy czym zmieniono ich oznaczenie na K2R.03-P.

## Modernizacja
Tramwaje typu K2R.03-P były modernizowane podobnie do K2R.03 poza kilkoma różnicami. Remont obejmował kompletną modernizację szkieletu, zabezpieczenie go przed korozją, instalację przedniego i tylnego czoła z nowym wyglądem zaprojektowanym przez architekta Patrika Kotasa, wewnątrz położono nową antypoślizgową wykładzinę podłogową, pozostawiono stare siedzenia, które jednak wzmocniono, wymieniono także grzejniki i oświetlenie. Zmodernizowano także kabinę motorniczego, tramwaj jest sterowany ręcznym zadajnikiem jazdy, który zastąpił tradycyjne pedały, zainstalowano elektroniczny system informacji pasażerskiej i pantograf połówkowy, przetwornicę wirową zastąpiono statyczną.
Największą różnicą względem K2R.03 było wykorzystanie wyposażenia elektrycznego typu TV Progress na bazie tranzystorów IGBT w miejsce starszego wyposażenia typu TV8. Inne zmiany były już raczej kosmetyczne: inny model pantografu, grzejniki pod siedzeniami zamiast bocznych, nowe drzwi harmonijkowe.

## Eksploatacja tramwajów Tatra K2R.03-P
| Miasto | Artykuł | Typ      | Lata modernizacji | Liczba | Uwagi | Źródło |
| ------ | ------- | -------- | ----------------- | ------ | ----- | ------ |
| Brno   | artykuł | K2R.03-P | 2000–2002         | 3      |       | [ 3 ]  |

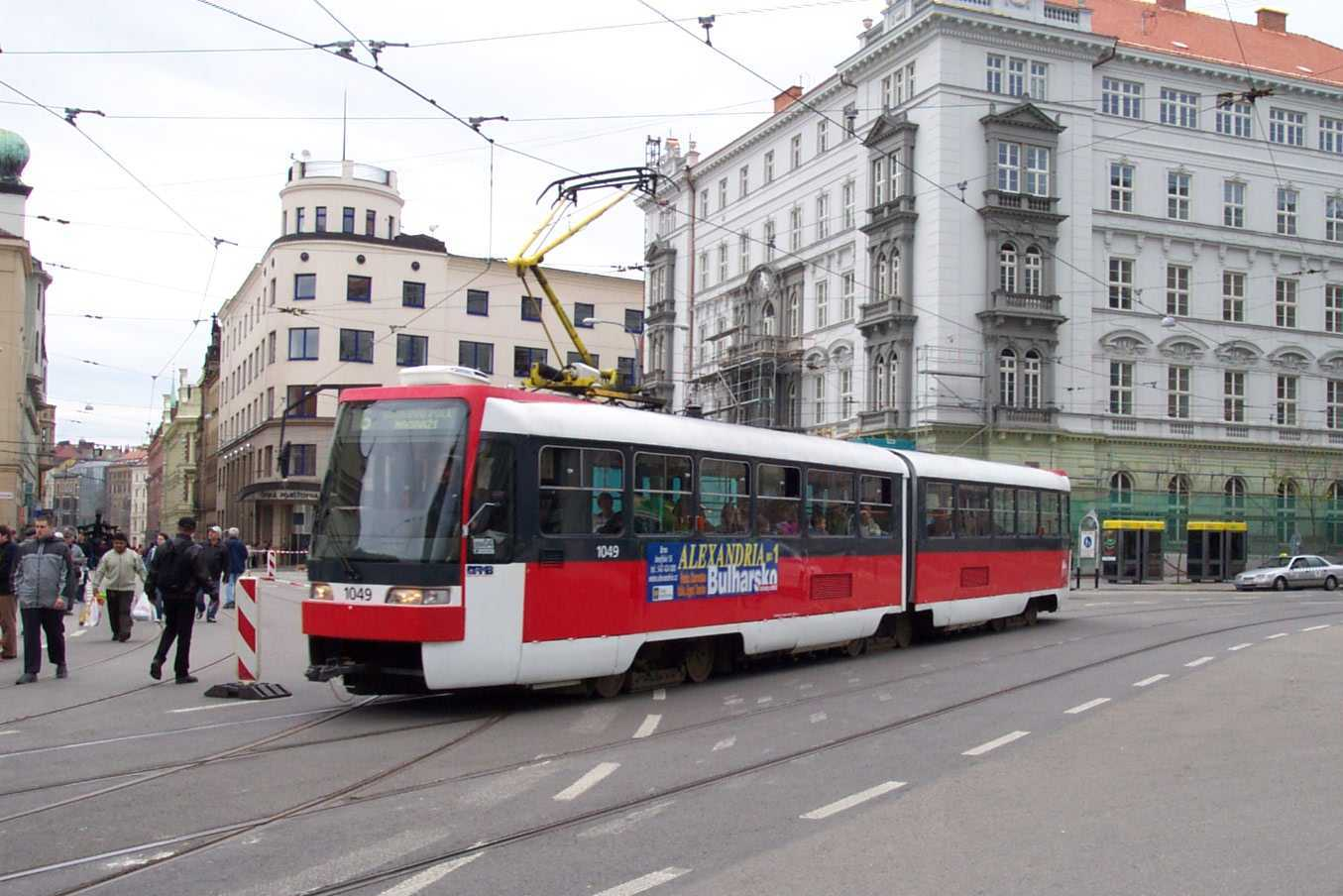
Brneński tramwaj K2R.03-P w oryginalnym malowaniu

Modernizacje na typ K2R.03 zostały ukończone w roku 1999. Kolejne brneńskie „ka dwójki” z wyglądem projektu Patrika Kotasa powstały na początku roku 2000, gdy w firmie Pars Šumperk ukończono tramwaj K2R.03-P o numerze 1040, który włączono do regularnej eksploatacji w marcu 2000 r. Pozostałe dwa tramwaje typu K2R.03-P (nr 1030 i 1049) powstały w 2002 r. w šumperskich zakładach Pars.